# Витализъм
Витализъм е философското медицинско разбиране и доктрина, че „живите организми са коренно различни от неживата природа, защото те съдържат някои не-физични елементи или са управлявани от различни принципи, за разлика от неодушевените неща“. Когато това философско разбиране за витализма изрично се позовава на жизнения / витален принцип, този елемент е често наименуван „жизнена искра“, „енергия“, съответно прана, ци, които са свързани с душата.
Днес витализмът е по-скоро част от философията на алтернативната и комплементарна медицина, но той има и дълга история в мейнстрийм медицинската философия (където днес е по-скоро отхвърлен като принцип), също така често в традиционната медицина и лечебни практики, в техните инварианти се постулира, че заболяванията са резултат и са причинени от някакъв дисбаланс в жизнените сили. В западната традиция основана от Хипократ тези жизнени сили са свързани с четирите темперамента (исторически в древногръцката традиция и четирите хумори), а в източните традиции се приема като постулат идеята за дисбаланс или блокиране на ци (или прана).